# Eatoniella olivacea
Eatoniella olivacea is een slakkensoort uit de familie van de Eatoniellidae. De wetenschappelijke naam van de soort is voor het eerst geldig gepubliceerd in 1882 door Hutton.